# Bucovina
Bucovina – rumuńska grupa folkmetalowa założona w Jassach w 2000 roku.

## Obecny skład
- Florin "Crivat" Tibu - gitara, wokal (od 2000 roku)[1]
- Bogdan Luparu - gitara, wokal (od 2002 roku)
- Bogdan "Vifor" Mihu - perkusja (od 2000 roku)
- Jorge Augusto Coan - gitara basowa (od 2013 roku)

## Byli członkowie
- Paolo Cito Caminha - gitara basowa (2002 - 2006)[1]
- Augustin Abiței - gitara basowa (2002 - 2002)
- Tudor "Beks" Murariu - gitara basowa (2006 - 2010)
- Manuel Giugula - keyboards (2008 - 2013)
- Vlad Ștefan Datcu - gitara basowa (2010 - 2013)

## Dyskografia

### Albumy
- 2006 - Ceasul aducerii-aminte[2]
- 2013 - Sub Stele
- 2015 - Nestramutat
- 2018 - Septentrion

### EP-ki
- 2010 - Duh

### Splity
- 2003 - Live Sighisoara

### Single
- 2013 - Day Follows Day, Night Follows Night